# 褐斑伽蓝
褐斑伽蓝（学名：Kalanchoe tomentosa）又稱月兔耳、兔耳草，為景天科伽藍菜屬下的物種，原產非洲馬達加斯加。現時為廣泛栽培的觀賞植物。

## 描述
褐斑伽蓝為多年生草本或小灌木肉質植物，耐旱耐熱，葉被絨毛，像兔的耳朵，灰白色，葉緣有褐色斑點，易分支。喜陽光充足的環境，陽光充足時葉尖會出現褐色斑紋，不能過於蔭蔽，否則生長不良，容易徒長。

## 繁殖
在春季或初夏利用葉及莖進行扦插為主。

## 外部連結
1. ↑  .   [2014-05-22]. （原始内容存档于2016-03-05）.
2. ↑  Kalanchoe tomentosa Search in EOL 褐斑伽蓝[]中国在线植物志
3. ↑  Panda Plant （页面存档备份，存于）Guide to House Plants